# Cooking? Cooking!
Cooking? Cooking! (tiếng Hàn Quốc: 요리왕, "Yo-ri-wang"), là album ra mắt của nhóm nhỏ Super Junior-Happy, một phân nhóm của nhóm nhạc nam Hàn Quốc Super Junior. Album được phát hành ngày 5 tháng 6 năm 2008 bởi SM Entertainment. Mini-album này đã bán được tổng cộng 2,000 bản ngay trong ngày đầu tiên ra mắt. Nó cũng được phát hành ở Đài Loan bởi Avex Taiwan vào ngày 11 tháng 7 năm 2008.

## Mô tả chung
Super Junior-Happy là nhóm nhỏ thứ tư của Super Junior sau Super Junior-K.R.Y, Super Junior-T, và Super Junior-M. Nhóm nhỏ này ra mắt ngày 7 tháng 6 năm 2008 với màn trình diễn quảng bá đầu tiên cho ca khúc "Cooking? Cooking!" là tại Dream Concert năm 2008. Album gồm 5 bài, đều mang phong cách vui vẻ và hạnh phúc nhằm mang đến niềm vui cho người nghe. Với lời ca dễ thương, vui vẻ và dễ nghe, ca khúc chủ đề "Cooking? Cooking!" đã được SM Entertainment chọn là "Ca khúc mùa hè tuyệt nhất trong năm". Bài hát là lời một chàng trai nói về việc nấu ăn dở tệ của cô bạn gái dù cô ấy rất xinh đẹp và tốt bụng, và cô đã vì người yêu mà đi học nấu ăn như thế nào. Những bài khác trong album, như "Pajama Party", "You&I", và "Sunny" cũng là những ca khúc thuộc thể loại tương tự, tuy nhiên, mỗi bài lại có phong cách khác nhau do giai điệu đã được kết hợp với nhau theo những cách riêng độc đáo. "You&I" được ảnh hưởng bởi nhạc jazz/swing hiện đại trong khi "Sunny" có âm hưởng retro và nhạc disco. Bài cuối cùng, "Good Luck!!" là một ca khúc ballad medium-tempo với một chút a cappella do các thành viên thể hiện.
Album cũng bao gồm một quyển sách ảnh dày 28 trang. Cảnh nền cho những bức hình rất đa dạng, ví dụ như những bộ áo ngủ ngộ nghĩnh, trận chiến bằng gối, và bữa tiệc nấu ăn...

## Danh sách bài hát
| #  | Tên bài                      | Viết lời                            | Soạn nhạc             | Phối âm     | Thời gian |
| -- | ---------------------------- | ----------------------------------- | --------------------- | ----------- | --------- |
| 1. | "요리왕 (Cooking? Cooking!)" | ROZ                                 | ROZ                   | Lee Yongmin | 3:43      |
| 2. | "파자마 파티 (Pajama Party)" | Lee Seungho                         | Park Haewon           | Park Haewon | 3:32      |
| 3. | "둘이 (You&I)"               | Jin Sung, Ahn Eunjin, Kwon Hyuksung | Lee Heesung, Jin Sung | Jin Sung    | 4:45      |
| 4. | "꿀단지(Sunny)"              | Kim Jungbae                         | Kenzie                | Kenzie      | 3:24      |
| 5. | "잘해봐 (Good Luck!!)"       | ROZ                                 | ROZ                   | ROZ         | 3:33      |

## Bảng xếp hạng

### Doanh số album tháng (Hàn Quốc)
Căn cứ vào cả số liệu bán offline và online.
| Tháng     | 1 (Tháng 6) |
| --------- | ----------- |
| Vị trí    | 4           |
| Doanh số  | (24,013)    |
| Tổng cộng | 24,013      |

### Vị trí trên các bảng xếp hạng
| Bảng xếp hạng        | Quốc gia | Vị trí cao nhất | Ghi chú                                    |
| -------------------- | -------- | --------------- | ------------------------------------------ |
| Hanteo Charts        | Hàn Quốc | 1               |                                            |
| MIAK K-pop Charts    | Hàn Quốc | 4               |                                            |
| G-Music Combo Charts | Đài Loan | 4               |                                            |
| G-Music J-Pop Charts | Đài Loan | 1               | 11-17 tháng 7 năm 2008 Đạt 21.02% doanh số |
| Five Music Charts    | Đài Loan | 4               |                                            |